# James M. Robinson
James McConkey Robinson (30 juin 1924 – 22 mars 2016) est un historien américain spécialiste de la littérature antique tardive et judéo-chrétienne, un théologien néotestamentaire et un codicologue.

## Biographie
Né le 30 juin 1924 à Gettysburg en Pennsylvanie, James M. Robinson fait ses études au Davidson College puis au Columbia Theological Seminary. À la suite de l'obtention en 1959 d'un doctorat en théologie contemporaine (Summa cum Laude) à l'université de Bâle en Suisse sous la direction de Karl Barth, il se détourne des études de théologie systématique et entreprend des recherches sur le Nouveau Testament et les origines du christianisme, obtenant plusieurs doctorats dans ces domaines.
James M. Robinson est un membre fondateur et professeur émérite de la School of Theology de la Claremont Graduate University (en) en Californie, où il a enseigné le Nouveau Testament et les origines du christianisme de 1958 à 1999. Il est fait membre de l'Académie américaine des arts et des sciences en 1964. Directeur émérite de l'Institute for Antiquity and Christianity de 1968 à 1999 et président de la Society of Biblical Literature (le plus important regroupement de chercheurs dans le domaine des origines chrétiennes et des études bibliques), il est considéré, en Amérique du Nord, comme l'un des chefs de file de l'étude des origines chrétiennes.
Historien de la littérature antique tardive et judéo-chrétienne, théologien néotestamentaire et codicologue renommé, James M. Robinson est surtout connu pour avoir coordonné la restauration et la transcription des manuscrits de Nag Hammadi pour l'UNESCO, réalisé l'inventaire des textes manichéens de Medinet Madi, contribué à la publication de l'édition fac-similé des manuscrits de la mer Morte et publié la source des Dits ou Paroles de Jésus (Source Q).
Marié et père de quatre enfants, il reste actif à la retraite, notamment à travers des conférences de la Society of Biblical Literature. Il est le père de James C. Robinson, professeur d'économie de la santé à l'université de Californie, Berkeley.

## Publications
Son activité scientifique est marquée par la publication de quelque 280 titres d'ouvrages, d'articles ou de contributions à des collectifs dont :
- (en) The New Quest of the Historical Jesus (1959)
- (en) The Sayings Gospel Q in Greek and English (2002)
- (en) The Nag Hammadi Library (1977)
- (en) The Secrets of Judas: The Story of the Misunderstood Disciple and His Lost Gospel 2006 (Les secrets de Judas. Histoire de l’apôtre incompris et de son évangile, Michel Lafon, 2006).